# Џон Хорнби
Џон Хорнби (енгл. John Hornby, 1880—1927) је био је енглески истраживач, најпознатији по својим експедицијама у арктичком региону северне Канаде, посебно у „Неплодним земљама“ на северозападним територијама Канаде. Хорнби је рођен у богатој породици у Енглеској; његов отац, А. Н. Хорнби, два пута је био капитен Енглеске у тест крикету. Џон је емигрирао у Канаду 1904.
Хорнбијево прво путовање на Арктик било је у регион Великог медведског језера 1908. године и развио је снажну фасцинацију канадском арктичком дивљином. Осим повремених путовања у Едмонтон и учествовања у Првом светском рату, Хорнби је провео остатак живота у канадској дивљини.
Хорнби се пријавио у војну јединицу „19. Алберта Драгонс” да би се борио током Првог светског рата, где је упознао Нормана Лубока Робинсона, који ће касније радити са њим на северу Канаде.Робинсонови часописи описују њихов заједнички рад, а Робинсон је снимио фотографије Хорнбија на неким од њихових излета у дивљину. Хорнби је касније пребачен у британску армију а служио је само до 1917. године, када је због рањавања био отпуштен из службе.
Постао је познат као „пустињак севера“ због својих напора да живи од земље са ограниченим залихама. Године 1923. Хорнби се удружио са Енглезом Џејмс Чарлс Кричел Булоком (1898—1953) у настојању да проведе читаву годину на Арктику у близини Хадсоновог залива живећи од земље без залиха, осим оружја. Пар је једва преживео, а дневници Кричела Булока чинили су основу књиге Малколма Волдрона Снежни човек: Џон Хорнби у неплодним земљама, која је први пут објављена 1931. године. Налази у архиви у Енглеској открили су писма која је Булок саставио у рукопис како би испричао причу из своје перспективе. Његов рукопис је био основа за књигу Писма из неплодних земаља, објављене 2020. године.
Хорнби је, 1926. године, покушао да проведе годину дана на месту поред реке Телон са својим 18-годишњим рођаком Едгаром Кристијаном и још једним младићем, Харолдом Адлардом. Нажалост, трио је пропустио миграцију карибуа ка југу и стога није имао довољно хране да преживи зиму. Хорнби је умро од глади заједно са својим сапутницима 1927. године. Гробови тројице мушкараца могу се и данас наћи поред реке Телон.
Хорнби је у извештају након његове експедиције са Кричел Булоком препоручио да области у близини река Телон и Ханбери буду створене као резерват за дивље животиње. Телон Гејм Санкшуари је основан 1927. године, а преименован у Резерват за животиње Телон 1956. године. Ово подручје остаје срце највеће дивљине у Северној Америци. Објављивање Волдронове књиге показало се успешним и изазвало је даље интересовање за канадски север.